# Konventionstaler
Conventionsthaler (Conventionstaler, Konventionstaler) là xu bạc được Đế chế La Mã Thần thánh sử dụng chính thức. Nó được giới thiệu vào năm 1754 với 83,3% bạc, tương đương 23,39 gram bạc trong mỗi xu. Ví dụ nổi tiếng nhất của nó là xu bạc Thaler Maria Theresa được đúc cho đến ngày nay.
Conventionsthaler được đúc để thay cho loại xu bạc Reichsthaler (chứa 25,98 g bạc) là đồng xu tiêu chuẩn ở hầu hết ở các lãnh thổ của Đế chế La Mã Thần thánh.